# 渋谷ホームレス殺人事件
渋谷ホームレス殺人事件（しぶやホームレスさつじんじけん）は、2020年11月16日に東京都渋谷区幡ヶ谷でホームレスの女性が殺害された事件。加害者の自殺により公訴棄却となった。

## 被害者
被害者の女性Aは、死亡当時64歳。広島県出身で、地元の短期大学に通っていたころは演劇に打ち込んでいた。東京でコンピューター関連の仕事に就いた後、2020年2月ごろまで首都圏のスーパーで試食販売の仕事に従事していた。
事件の3年ほど前に家賃滞納で杉並区のアパートを退去して以来、路上生活を行っていた。生活保護は受けていなかった。

## 推移
2020年11月16日早朝4時ごろ、幡ヶ谷原町バス停のベンチに女性Aが座っていたところ、男Bが石などの入ったポリ袋で女性Aを殴り死亡させた。死因は外傷性クモ膜下出血。男Bはのちの調べに「彼女が邪魔だった」「痛い思いをさせれば、いなくなると思った」と供述している。
2020年11月21日、男Bは母親に連れられて最寄りの交番に出頭し、傷害致死容疑で逮捕された（当時46歳）。母親は警視庁代々木警察署に電話し、「あの事件は息子が起こしました。息子は『あんな大事になるとは思わなかった。お母さんごめんなさい』と言っています」と伝えた。
2022年4月8日、男Bが自宅近くで飛び降り自殺する。2022年3月ごろに保釈された直後のことだった。2022年5月17日に予定されていた公判は自殺を受け中止となった。

## 関連映画
『夜明けまでバス停で』（高橋伴明監督、2022年）